# Историја српског војног ваздухопловства
Историја српског и југословенског војног ваздухопловства званично почиње 24. децембра 1912. године када начелник Главног ђенералштаба војвода Радомира Путника доноси решење којим је основана Ваздухопловна команда српске војске, а за њено седиште одређен је Ниш. Овим је Србија ушла у групу првих петнаест земаља у свету које су ваздухоплове увеле у наоружање и створиле војно ваздухопловство, и у првих пет које су га употребљавале у ратним дејствима. До 1920. године било је ангажовано у Балканским ратовима и Првом светском рату, након чега представља окосницу војног ваздухопловства новоформиране државе Краљевине Срба, Хрвата и Словенаца. Од 1920. до 2006. године било је апсорбовано у југословенским ваздухопловним снагама различитих назива.

### Оснивање
Идеја о увођењу ваздухоплова у Српске оружане снаге први пут се појавила у деветнаестом веку и планирана је за 1893. годину. Међутим, прве мере у вези са формирањем војног ваздухопловства у Србији предузете су тек 1901. године, када је инжињеријски капетан Коста Милетић упућен у Русију на двогодишње школовање у Техничко-аеронаутичкој школи на Волковом пољу код Петровграда. По повратку са школовања у Србију, новембра 1902. године, предложио је формирање балонског одељења, које није озбиљно разматрана све до почетка 1904. године, када је постао ордонанс краља Петра. Тада ступа у додир са високим официрима којима представља своју идеју. Резултат тог предлога је била набавка два балона са колима за водоничке боце, које су пуковник Милан Туцаковић и капетан Коста Милетић допремили из Аугзбурга у Ниш. Припреме за формирање српског војног ваздухопловства текле су споро; убрзане су 1912. године уочи балканских ратова.
Након конкурса на који се пријавио 171 кандидат, изабрана су тројица официра и тројица подофицира, која су крајем маја 1912. године почела са усавршавањем у ваздухопловним школама Луја Блериа и Мориса Фармана, на аеродрому Етамп, код Париза, у Француској. Отпутовали су: пешадијски капетан Милош Илић, инжињеријски капетан Јован Југовић, артиљеријски поручник Живојин Станковић, коњички наредник Михајло Петровић, пешадијски поднаредник Миодраг Томић и артиљеријски поднаредник Војислав Новичић. Пошто нису знали језик домаћина, одмах се прешло на практичну обуку. С почетка су авионе „блерио” и „фарман” возили пистом као аутомобиле, потом су почели да лете с инструктором у авиону с дуплим командама, на крају самостално. Неке летелице су и слупали, али је Миленко Веснић, посланик (амбасадор) у Паризу, уз гунђање, одмах исплаћивао одштету. Наредник Михајло Петровић, први је у групи извео самостални лет и постао наш први пилот авиона са дипломом. Добио је међународну пилотску лиценцу ФАИ број 979, а српску број 1. До септембра исте године сви су стекли летачке дозволе, али су морали да прекину усавршавање и врате се у Србију због избијања Првог балканског рата. Након донетих закључака генералштабне комисије, начелник Главног ђенералштаба војвода Радомира Путника, 24. децембра 1912. године, доноси решење којим је основана Ваздухопловна команда српске војске, а за њено седиште одређен је Ниш. Самим тим је Србија ушла у групу првих петнаест земаља у свету које су ваздухоплове увеле у наоружање и створиле војно ваздухопловство, и у првих пет које су га употребљавале у ратним дејствима. Ваздухопловство је настало и развило се у оквиру рода инжињерије. Одређено је место за први аеродром на Трупалском пољу код Ниша. У састав команде ушли су сви делови тадашњег ваздухопловства: Аеропланско одељење с 12 авиона (три Блерио XI, пет Фарман 20, два Депердисен (Видео:Депердисен у лету), два РЕП и још два авиона Дукс купљена у Русији), Балонско одељење са једним везаним и једним слободним балоном, станица за производњу водоника за балоне и један вод голубије поште. Летачки састав чинило је седам школованих пилота. За команданта је постављен мајор Коста Милетић који је одмах спровео обуку и тренажу пилота, уређење аеродрома и других објеката инфраструктуре, набавку резервних делова и потрошног материјала, рад на промишљању тактике употребе балона и авиона. Датум формирања Ваздухопловне каманде - 24. децембар обележава се као Дан Ваздухопловства и противваздухопловне одбране и као Дан Центра за обуку Ваздухопловства и противваздухопловне одбране.

### Балкански ратови
Први балкански рат почео је октобра 1912. године, Црна Гора, Бугарска, Грчка и Србија су се удружиле против Османског царства. У овом рату, Ваздухопловна команда Српске војске је имала прво борбено искуство. Фебруара 1913. године Врховна команда Српске војске донела је одлуку да се оснује експедициони Приморски аероплански одред са задатком да помогне црногорске копнене снаге против османске војске које су се утврдиле у Скадру недалеко од јадранске обале. Новооснована ваздухопловна јединица, Приморски аероплански одред, прва српска борбена ваздухопловна јединица, са 4 аероплана (Блерио XI једносед, Блерио XI двосед, Депердисен и Фарман 20) и 5 пилота, била је под командом мајора Косте Милетића. Средином марта 1913. године, ова борбена јединица је смештена недалеко од линије фронта на импровизованом летелишту у селу Барбалуши. Први извиђачки летови су изведени 20. марта 1913, од стране поручника Живојина Станковића и наредника Михајила Петровић. Током овог првог борбено-извиђачког лета у авиону Фарман ХФ 20 погинуо је наредник-пилот Петровић, чиме је постао прва жртва у историји српског војног ваздухопловства, а друга у свету (Види:Пројекат из 2011. „Меморијални центар Наредник Михајло Петровић“, који још увек није реализован). Следећег дана, поручник Живојин Станковић и наредник Миодраг Томић успешно су извели извиђачке летове изнад непријатељских линија, а током наредних дана, пилоти Милош Илић, Станковић и Томић бацају на непријатељске положаје мале бомбе и настављају са извиђачким летовима. Занимљиву чињеницу представља то да ће се пилот Томић и Есад паша, бивши турски командант на фронту код Скадра, срести у потпуно другачијим околностима две године касније, током Првог светског рата, када је пилоту Томићу била потребна помоћ. Данас, једна улица у Београду носи назив по Есад паши. Да апсурд буде већи ни једна улица не носи назив по пилоту Томићу.
Након Бугарског напада на Брегалницу у Србији започео је Други балкански рат. Први извиђачки лет извео је Миодраг Томић, а после Томића и Станковић се прикључује, да би током месец и по дана, колико је трајао рат са Бугарима, пилоти извели 21 извиђачки задатак од чега је Томић извршио 14 лета. Током једног лета изнад Криве Паланке, Томић је приметио бугарски аероплан у ваздуху, пошто ниједан од њих није имао оружје код себе, поздравили су један другога са махањем руке.

### Велики рат

#### Српски фронт
Исцрпљено у балканским ратовима, Ваздухопловна команда дочекала је мобилизацију уочи Првог светског рата недовољно припремљена, Аеропланска Ескадра имала 9 аероплана од чега 7 у летном стању. Пет аероплана и три пилота су премештена на импровизовано летилиште у Дабића пољу, недалеко од Ваљева. Са овог летилишта, капетан Живојин Станковић и потпоручник Војислав Новичић са Блериом двоседом, и потпоручник Миодраг Томић са Блериом једноседом, извршили су 13. августа 1914. године први борбени лет у Великом рату. Постављен задатак им је био да извиде непријатељске мостобране уочи првог сукоба са непријатељом, који ће касније у историји постати познат као Церска битке. Тога дана, командант Треће армије ђенерал Павле Јуришић-Штурм био је присутан полетању авијатичара са официрима свога штаба.
За потребе Прве армије са задатком извиђања борбених положаја основано је Аеропланско одељење на челу са пилотом Мидорагом Томићем. На повратку са једног таквог задатка 27. августа 1914, према селу Јевремовац, Томића је над Мишарским пољем напао аустроугарски авион, са којег је извиђач-стрелац отворио ватру из пиштоља. Како Томић није био наоружан, морао је да се спасава наглим понирањем. Ово је била - највероватније - прва размена ватре између два авиона у историји. У тим првим летовима често су се сусретали са аустроугарским авионима током којих су пилоти отварали ватру из револвера и карабина. Непријатељска авијација у то време је бивала све активнија и аустријски авиони стално су залазили дубље у српску позадину. Након победе у Колубарској бици на Српском фронту је током 1915. године завладало затишје. Међутим, у то доба непријатељ, K.u.K. Luftfahrtruppen, успоставио је велику надмоћ у ваздуху. Да би се успоставила равнотежа снага у ваздуху, марта 1915. године из Француске је као појачање стигла комплетна аеропланска ескадрила МФС.99 са 10 нових авиона „Фарман 11“ као и 2 нова авиона двоседа типа „Блерио 11-2“, који су прикључени српској ескадри. Француска ескадрила држала је фронт од Смедерева до Лознице, а Српска ескадра од Смедерева до Голубца. На једном аероплану „блерио“ уграђен је стандардни митраљез типа Шварцлозе М.08 чиме је постао први наоружана српски авион. У то доба, у Пожаревцу је основана и прва пилотска школа, али је обука те друге групе српских пилота настављена у Француској. Две велике ваздушне победе над непријатељским авионима остварене су 9. и 23. јуна. О једној од првих ваздушних борби изнад Београда, у уторак 13. јула 1915. године, између крхких летелица оставио је сведочанство у свом ратном дневнику пилот-извиђач на авиону „Лојд Ц1“ из 15. летачке сатније:
Ја и Лошонци смо се укрцали, узели курс ка Београду и крстарили готово сат времена… Из беса због узалудног покушаја бацио сам једну малу бомбу на Београд на трг поред кафеа „Москва“, одакле нас је осматрала маса света и лупешки се порадовах, видевши како се распршише на све стране. Још сам био заузет, осматрајући надоле и разгледањем Београда, када сам изненада разабрао пригушен прасак и осетио влагу на лицу. Погледао сам увис и видео како из помоћног резервоара изнад нас шикља бензин. Шта се дешава?! Освртао сам се: тамо, неких 100 m лево и мало испод нас налазио један двокрилац „фарман“ и могао сам јасно да видим на предњем делу осматрача са митраљезом, усмереним ка нама. Били смо у снопу непријатељске ватре… Одмах сам Лошонцију сигнализирао шаком у леђа. Он још није ништа приметио и указах му на непријатељски авион. Истог тренутка видео сам како се тргао и ухватио за леву руку: био је погођен. Дограбио сам карабин са моје десне стране, јер, како смо носили бомбе, митраљез смо морали да оставимо за собом…
Српски пилот-извиђач Ђорђе Рош који је летео са Бањице априла 1915. године у Фарману 11 оставио је такође занимљиво сведочанство:
Убрзо смо били на непријатељској страни фронта… Летели смо ниско, пошто нам до тада није сметала противавионска артиљерија. Одједном мој пилот показује руком на букет малих облачића који нас окружују- као беле хризантеме. Чаробно лепо, али може да буде фатално. Разумео сам да су то први рафали непријатељске артиљерије… Пилот ми нешто говори, али га услед хуке мотора не чујем и не разумем. Израз лица му постаје нарочито значајан. Ја се дижем са свога седишта и приближим му се и чујем тада добро његов глас:„Nous partons?“ (Идемо ли?) - „Nous restons?“ (Остајемо ли?) Ми добијамо прве шрапнеле у крило, на коме се платно на појединим местима отвара од зрна и расцветава као цветови круне… али ми летимо даље, ношени одушевљењем. Сећам се да сам пребацио руку преко рамена моме пилоту Французу и довикнуо му из свега гласа: „Nous restons!“ (Остајемо!) Капетан Луј Полан ми је на ту потврду одговорио песмом - „Марсељезом“. Приближио сам се још више мом ратном другу Французу и тако певасмо Марсељезу заједно…
Исте 1915. формирано је 12 сигналних станица у рејонима Дринске, Тимочке и Комбиноване дивизије, чији је задатак био праћење и обележавање налета аустроугарских авиона који су бомбардовали српске положаје и градове. Претходно су домаћи стручњаци преправили два брзометна топа „Круп“ модел 1903. од 75 милиметара чиме је основан противавионски вод. Из једног модификованог топа, 30. септембра 1915. године, Радоје-Рака Љутовац из пука „Танаско Рајић“ успео је да обори авион типа „Румплер Ц1“.
Током Тројне инвазије на Србију, која је започела октобра 1915. године српски и француски ваздухопловци успели су да и у повлачењу изврше велики број летова, обавештавајући Врховну команду о покретима непријатеља. Током повлачења српске војске и цивила преко Албаније и Црне Горе крајем 1915. године прелетело је само пет француских Фармана 11 и један Фарман са пилотом Томићем. Том приликом, Фарманима су превезени рањеници и болесници, па се та операција сматра првом санитетском ваздушном евакуацијом у историји светског војног и цивилног ваздухопловства. Оболели пилот Милан Растислав Штефаник (добровољац у француској војсци, касније министар Чехословачке) превезен је у Призрен, а четири рањеника допремљена су у Скадар (Српски санитет у албанској голготи). Преостали авиони и ваздухопловни материјал су уништени у удесима или од стране посаде. Фарманима преузетим од Француза пилоти Томић и Станковић летели су све до 23. јануара 1916. извршавајући разне задатке за потребе Врховне команде. До јануара 1916. Ваздухопловна команда је располагала са четири балона и 21 авионом. Од непријатеља је заплењено шест авиона, док је 11 авиона оборено или приземљено.

#### Солунски фронт
Људство српске Ваздухопловне команде је без губитака прешло на Крф, али без авиона. На Крфу су распуштене све дотадашње јединице након чега је основана Аеропланска ескадра. Ескадра је имала 132 човека, на челу са командантом мајором Костом Милетићем, заменик капетан I класе Јован Југовић, командант аеропланске ескадриле кап. I кл. Милош Илић и командант аеропланског депоа Живојин Станковић. Доласком на Солунски фронт, српска војска је била везана за француску, па је и авијација била део француске авијације. На Париској конференцији априла 1916. године, одређено је да се формирају ескадриле које ће бити под командом српске војске. Од средине 1916. до 1918. године на Српском делу фронта оперисало је 5 ескадрила (Н521, Н522, Н523, Н524 и Н525) које су биле мешовитог састава француско-српске. У то време поручник Томић послат је на лечење и опоравак у Француску. Тамо је летео на француском фронту и оборио један немачки авион. То је била прва ваздушна победа српског пилота. Крајем маја 1916. последње српске јединице напуштају Крф и крећу за Солун. Током лета 1916. текло је оспособљавање српског особља, пилоти су после провере на дуплим командама имали неколико летова изнад зоне будућих операција.
Једна од најчувенијих ескадрила на Солунском фронту је била Н523 смештена на аеродрому Вертекоп. Јединица је била потчињена Врховној команди српске војске, а главни задатак је био ловачка заштита српског дела фронта. Почетком 1917. године ескадрила добија Њепор 23 и 24 (Видео:Њепор 24 у лету), а у лето исте године и први СПАД VII, а крајем године и Њепор 27. Немачки напад великих размера се десио 12. марта 1917. године и то на Вертекоп. У нападу је учествовало 18 бомбардера и 6 ловачких авиона. Два Њепора 21 су полетала 2. априла 1917. године са пилотима, пилот-ђак поручник Миодраг Милетић који је био неискусан у борбама и капетан Вукосављевић. У току лета наишли су на један немачки Авијатик Ц двосед и напали га изнад села Капињани, на висини од 4000 m. Успели су да му приђу и отворе ватру са малог одстојања. Први је напао неискусни Милетић, али му се заглавио митраљез. Потом је напао Вукосављевић, али се и њему заглавио митраљез. Вукосављевић без успеха покушава да одглави оружје након чега се окреће за Вертекоп. Међутим, Милетић узбуђен због сусрета са противничким авионом наставља сам лет. Прошао је поред непријатељског авиона и направио полукруг и зашао му под реп, покушавајући да одглави митраљез. У том положају митраљезац из Авијатика није мога да га види. Успео је да поправи квар, и тада је приметио да и немачки митраљезац има исти проблем са оружјем. Поставио се на 20 m иза њега и сасуо рафал. Почео је да пада обавијен густим димом. Пао је између српских и бугарских положаја. Поручник Милетић 3. априла обара један двомоторац који пада код Преслапа, али му не признају победу, јер је закључено да је оборен ватром са земље. Сутрадан, капетан Вукосављевић је имао борбу са једним Албатрасом, у којој је његов авион добио 5 метака. У то време ескадрила је била веома активна, па је на почетку априла имала 6 гоњења у којима је било четири борбе. Милетић опет води борбу 6. априла са немачким Албатрасом код Суботског, али без последица. Касније ће куражни Милетић постати најуспешнији српски пилот на Солунском фронту са три потврђене победе. Немачка формација од 14 авиона је 17. априла кренула да бомбардује позадину савезника, па је ескадрила кренула да их пресретне. Поручник Миодраг Томић је полетео са својим Њепором 21, а са непријатељем су се срели изнад села Капињани и Саврљана. Устремио се на три немачка двоседа, чији митраљесци су се узајамно бранили, па је његов авион упао у унакрсну ватру. Претрпео је велика оштећења, а један метак је прекинуо црево за довод горива и мотор је стао. Принудно је слетео код села Капињани. Томић је остао неповређен (Макета Њепор 24 поручника Миодрага Томића из Ескадриле n° 523 Архивирано на веб-сајту  (24. септембар 2015)). Почетком 1918. године поново долази до реорганизације када је основана 1. српска ескадрила 17. јануара, а потом 2. српска ескадрила 1. маја 1918. године. Глави задатак ескадрила у пробоју фронта 1918. године је био да спрече извиђање савезничке позадине. Сем тога учествовали су у пробоју Солунског фронта обезбеђујући заштиту српској пешадији. Претходно је капетан Милетић 7. августа са својим СПАД-ом оборио немачки авион код Доброг поља (ТВ документарци:Први рат у ваздуху и Велики рат: прве борбе у ваздуху).

### ВВКЈ
После стварања нове државе историјат српског војног ваздухопловства се може пратити кроз историју Ваздухопловства војске Краљевине Југославије и Ратног ваздухопловства и противваздушне одбране ЈНА у 20. веку. Током овог периода војно ваздухопловство је пролазило кроз више фаза како успона тако и падова. 1920-те године карактерише изградња првих војних аеродрома са свом потребном инфраструктуром, авио-индустрије као и набавка савремених авиона, ловачког висококрилца једносед Девоатин Д1Ц1 и извиђачко-бомбардерских двокрилаца двоседа Потез 25 и Бреге 19. Ова последња два авиона су се потом на основу лиценце серијски производили у домаћим фабрикама (Макете авиона Бреге 19 и Потеза 25 у поставци музеја у Краљеву Архивирано на веб-сајту  (25. децембар 2015)). Између два светска рата кроз Ваздухопловство војске прошло је нешто више од 600 летелица Бреге 19, чиме је оно било најмасовнији страни корисник овог авиона у свету, а уједно овај тип је најмасовније коришћена летелица на овим просторима у 20. веку. Са једним војним извиђачким авионом Потез 25 резервни капетан Тадија Сондермајер и поручник Леонид Бајдак обавили су успешан етапни трансконтинентални лет, од Париза до Бомбаја, и назад, до Београда, од 20. априла до 2. маја 1927. године, прелетевши 14.800 km у 13 етапа (плус 2 микро етапе НС - БГ), спојивши том приликом два дела света, Европу и Азију, чиме су стекли националну и светску славу.
Од 1923. до 1938. као део Ваздухопловства војске, постојало је Војно балонство са четири чете које су биле базиране у Новом Саду, Нишу и Сарајеву. Јединице су биле опремљене са седам извиђачких балона четири различита типа. Године 1938. балони су замењени аутожировима (Аутожир ВВКЈ). Основна намена ових јединица опремљених балонима а потом и аутожировима, била је извиђање фронтовске линије, откривање непријатељских артиљеријских положаја и корекција артиљеријске ватре. Први падобрански скок изведен је у Београду 1925. године. Француска фабрика падобрана Орс послала је пробног падобранца Беранжа који је извео падобрански скок у програму између две коњичке трке на Царевој ћуприји. Почетак падобранства и увођења у употребу у ваздухопловству везује се за спасавање пилота. Прва падобранска школа отворена је у Панчеву 1. октобра 1939. године. На аеродрому у Новом Саду се од полазника школе у Панчеву формира прва Падобранска чета марта 1941. године. Нешто раније, 1938. године, инжињери чешке „Шкоде“ су у Београду направили падобрански торањ, у то време највиши у Европи, висине 74 метра, са још две платформе на 40 и 60 m. (Датотека:Падобрански скок са куле) Након расписаног конкурса од стране Друштва резервних војних пилота, 1931. године, изабране су три храбре кандидаткиње, Кристина Горишек Новаковић, Даница „Џени“ Томић и Загорка Плећевић, за школовање жена које би биле промовисане у резервне официре ВВЈВ. Након више од годину и по дана наставе, прва је од њих извела самосталан лет Кристина Горишек Новаковић која је тиме постала прва жена пилот у Југославији и на Балкану. Након ње, самосталан лет је извела и Даница „Џени“ Томић, која је прва завршила обуку и положила све испите, и стекла дозволу туристичког (спортског) пилота и резервног војног пилота 23. марта 1933. године. „Џени“ је била супруга војног пилота и пуковника Миодрага Томића.
Године 1930, те карактерише набавка значајног броја савремених ловачких авиона, Авиа БХ-33, Хокер фјури Mk II, Икарус ИК-2, Хокер Харикен Mk I и Месершмит Ме 109Е-3 (Макета Ме 109Е-3 ВВКЈ), као и савремених бомбардера Бристол Бленим (Видео Бристол Бленим у лету и Макета Икарус Бристол Бленим Mk I бр. 3516 ВВКЈ Архивирано на веб-сајту  (5. март 2016)), Дорниер До-17К и Савоја-Маркети SM.79. Са развојем бомбардерске авијације развијају се и граде подземна склоништа како у свету тако и у Југославији. У то доба гради се модеран подземни објекат у Малом Зворнику. Током овог периода није се производио домаћи ловачки авион који би чинио окосницу, у великим серијама, у војном ваздухопловству мада је било покушаја али доста касно са Рогожарски ИК-3 чију је масовну производњу прекинуо Немачки и италијански напад на Југославију априла 1941. године (Макета Рогожарски ИК-3 No. 2168 1/72 пилота наредника Душана Вујичића). Једину масовну производњу и примену имали су домаћи школски авиони, двокрилни Физир ФН (200 апарата) за основну обуку (Макета Физир ФН ВВКЈ), двокрилни Физир ФП-2 (70 апарата) за прелазну обуку и висококрилни Рогожарски Р-100 (40 апарата) за акробатску обуку (Макета Рогожарски Р-100).
Њихови наследници модерних линија нискокрилни авиони Аеро-2 за основну обуку и Икарус ММ-2 за напредну прелазну обуку нису дочекали серијску производњу. Ова последња два развојна концепта представљају сведочанство о савременом планирању домаћих стручњака ако се узме у обзир да су попут ММ-2 у то доба у свету постојала само три авиона сличних карактеристика и намене за прелазну обуку и тренаж, а то су: италијански Нарди ФН 305 (1937), амерички АТ-6 Харвард (1938) и немачки Арадо 96 (1939). У истом периоду, захваљујући војном ваздухопловству и домаћој авио-индустрији освојена је технологија производње моторних возила са серијском израдом камиона Прага РН-8 чиме су ударени темељи домаће ауто-индустрије (Видео:Прага РН у вожњи). У 20. веку бројне технологије које су нашле ширу примену у домаћој привреди су првобитно биле усвојене у авио-индустрији. Занимљиво да према америчким подацима Краљевина Југославија је успела да набави ловце Кертис П-40Ц, који су наручени у 200 примерака. Ради се о авионима из француског контингента који су након пораза Француске преусмерени Југославији. На дан немачког напада на Југославију 6. априла 1941. године први контингент од 10 авиона P-40C био је спакован у контејнерима у луци Балтимор и званично предат представницима југословенских власти. Уместо у Југославију авиони су стигли 1. маја 1941. године у Велику Британију да би касније били испоручени у СССР. Авион Кертис П-40Ц ев. бр. 4113390 намењен Југославији је после рата сачуван у Совјетском Савезу и данас је изложен у музеју.

### Други светски рат

#### Нацистичка инвазија
На аеродрому Режановачка коса више Куманова била је смештена 36. ловачка група-111. и 112. ловачка ескадрила, из састава Петог ловачког пука. Ескадриле су биле опремљена са 15 двокрилних авиона типа Хокер фјури који су били инфериорнији у односу на нискокрилне модерне ловце Ме 109. Задатак ове јединице је била ловачка заштита Трећег бомбардерског пука и заштита ваздушног простора Ниша и Скопља, односно јужног дела земље. У само свитање, 6. априла 1941. године, око 5 сати, 12. немачка армија, лоцирана у Бугарској, у класичној формацији блицкрига, у три одвојене колоне, започела је главни копнени удар на Југославију. У исто време, према аеродрому Режановачка коса, упутила су се 17 Месершмит Bf 109 и један разарач Ме-110. Међутим, ови ловци са задатка ће се вратити у своју базу значајно ослабљени јер ће доћи до ваздушне борбе познате у историји као Режановачки небески бој. У ваздуху је тада била патрола - пар „фјурија“ који су били на задатку извиђања, у саставу поручник Живомир Степановић и његов пратилац потпоручник Олег Кургански. Први је нападнут Кургански, који је иако рањен успео да из авиона искочи и спусти се падобраном. Поручник Степановић је спустио свој авион на малу висину у нади да ће се одвојити од групе гониоца, али је добио погодак у реп авиона који је једва успео да исправи и спусти на оближње поље. Међутим, авион удара у групу дрвећа на пољу, где је од силине ударца повређен испао из кабине оставши без свести. Око, 5,30 сати дата је узбуна на аеродрому, након чега је полетело 12 авиона из 111. и 112 ескадриле, у сусрет супериорним немачким ловцима. Након пола сата ваздушне борбе све је било готово, славно су погинули: командир 111. ловачке ескадриле капетан I класе Војислав Поповић (извео таран – судар са непријатељским авионом), командир 112. ловачке ескадриле капетан I класе Константин Јермаков (извео таран), поручник Милорад Танасић (извео таран), потпоручник Милутин Перовић, наредник Јефта Арсић (извео таран), наредник Ратомир Милојевић (извео таран) и наредник Верољуб Стојадиновић. У 8 сати ујутру, истог дана, Луфтафе бомбардује Ниш, а немачки ловци Ме 109 митраљирају оближњи аеродром „Медошевац“ Том приликом противавионска одбрана обара ловачки авион у коме се налазио немачки летачи ас Херберт Илефелд, који је потом заробљен.
Неких пола сата након ваздушне борбе код Куманова, око 6,30 сати, у северном делу земље, летачке формације Луфтвафеа од 234 немачких бомбардера и 120 ловаца летела је изнад реке Тисе према Београду. У ваздуху је тада била патрола – пар, капетан Милисав Великић и наредник Иво Рахек, која је убрзо слетела. На Рахековом авиону је било девет погодака. Јако узбуђени, рапортирали су да велика група немачких авиона лети са севера према Београду. Чим су добили знак за узбуну пилоти су кренули ка авионима, ескадриле су полетале једне за другом. Надмоћном непријатељу су се обилићки супротставила 43 ловца из Шестог ловачког пука и око 40 противавионских топова и 36 противавионска митраљеза. Прве ваздушне борбе са непријатељем су започеле у Срему, у рејону Инђија – Батајница. У исто време, када је дата ваздушна опасност, у ваздуху у околини Крагујевца се налазио пар ловаца у извиђању, у саставу капетан Живица Митровић и његов пратилац резервни п. пор. Драгутин Бојовић, из Другог ловачког пука. Чим су чули дати знак упутили су се према Београду. Патрола стиже у прави час и одмах ступа у борбу. У току борбе капетан Митровић успева да обори два авиона ЈУ-87 Штуке, али и сам славно гине и пада код села Крчедин где је потом и сахрањен. Његов пратилац успева да се одвоји од немачких ловаца и решава да се спусти на аеродром ради попуне горива али при слетању бива нападнут, иако тешко рањен успева да са мале висине искочи и спусти се падобраном. Ловачки авиони из Шестог пука су пресретали немачке бомбардере, Јункерс Ju 87-Штуке, Хајнкел He 111 и До-17, после чега су били нападани од њихове заштитнице – ловаца „Ме 109“. Немци су наставили да бомбардују Београд и ноћу 6. и 7. априла, као и 7. априла. Пук је током 6. и 7. априла изгубио већину авиона, имали су 27 оборених и оштећених летелица, док су оборили 42 непријатељска авиона, већином бомбардера. Погинуло је 11 пилота, а рањено девет. Наредник Милисав Семиз (1912—1970), родом из Херцеговине, на ловцу ИК-3, из 161. ловачке ескадриле оборио је 4 непријатељска авиона. Касније је овај легендарни пилот, 1954. године, успео да за невероватних 6 сати довезе авион Конвер CV-340-58 из Сједињених Држава преко Атлантског океана у Југославију чиме је пронео славу својих априлских небеских витезова. (Види још:Формацијски састав Шестог ловачког пука Архивирано на веб-сајту  (10. јун 2012) и Макете ловаца 6. пука) Занимљиво да ће Семизова родна Херцеговина као изразито пасиван крај прерасти у другој половини 20. века у седиште једне од најнапреднијих технологија у Југославији. На ратном летелишту у Александровцу код Бање Луке био је лоциран 4. ловачки пук. Око 14 сати, 9. априла, изнад Нове Тополе летело је у патроли пар ловаца ИК-2 који су се упутили на слетање. Тада су приметили велику групу немачких Месершмит Bf 109. Један ИК-2 је продужио према аеродрому док се пилот наредни Бранко Јовановић нашао у окружењу 9 немачких ловаца. Користећи своју умешност и покретљивост авион успео је да слети безбедно на аеродром. У истом тренутку огласио се аларм на аеродрому када је полетело у борбу осам Харикена Мк I и пет ИК-2. У тренутку, небо изнад Нове Тополе било је препуно југословенских и немачких авиона у жестокој борби. Након краћег времена, немачки авиони су се повукли према Трећем рајху (Аустрији), остављајући своја два оборена авиона, уз неколико оштећених. 4. ловачки пук у тој борби изгубио је један ИК-2 и два Харикена. Током инвазије Централних сила 1941. године, југословенска борбена авијација је имала 1.414 полетања (ловачка авијација 993, бомбардерска 423). (Видео:Италијански пропагандни филм о агресији на Југославију и Окупација Београда и последице бомбардовања) Погинуло је 135 летача. Значајан број ваздухопловаца пребацио се на Блиски и Средњи исток, настављајући борбу против фашистичких снага.

#### 1940е
Пред окончање немачке и италијанске инвазије и окупације Југославије немали број пилота ВВКЈ успео је да са својим летелицама пребаци у Грчку, у којој је британски експедициони корпус још увек пружао отпор заједничком непријатељу, а потом преко Крита доспевају у Каиро, Египат. Почетком августа 1941. године у Каиру се налазило око 130 пилота, који су убрзо стављају на располагање пустињском британском војном ваздухопловству (RAF- DAF Desert Air Force). У јуну је од девет евакуисаних летелица – хидроплана (8 Дорније До 22 КЈ + 1 Рогожарски СИМ-XIV-Х) оформљен 2. југословенски сквадрон (незваничног назива - Абукирска ескадрила) прикључен 230. сквадрону РАФ-а, која је извршавала извиђачке и анти-подморничке задатке током 1941. и 1942. године, док су бомбардери придодати другим јединицама (Види још:Макета хидроплана Рогожарски СИМ-XIV-Х ВВКЈ). За мање од годину дана, из базе у Абукиру 2. хидро ескадрила извршила је 737 борбених задатака под командом поручника бојног брода I класе Владете Петровића. Истовремено са инвазијом на Југославију и Грчку, немачка команда је у Северну Африку послала као појачање Италијанима Афрички корпус под командом маршала Ервина Ромела. Ромел је за свега 15 дана повратио територије који су Италијани изгубили. Прешао је египатску границу, али му је у позадини остао утврђен град Тобрук, чији браниоци су издржали опсаду све до 10. децембра када се ситуација на пустињском ратишту променила након успешне британске офанзиве вођене од 18. новембра 1941. до 12. јануара 1942. године. Међутим, Ромел покреће нову офанзиву од 21. јануара до 7. фебруара у којој наноси тежак пораз Енглезима. У следећој офанзиви познатој као „Други Ромелов скок“ вођеној од 26. маја до 3. јула 1942. напредовао је чак 500 km, стигавши на свега стотинак километара од Александрије. Уместо Тобрука нови симбол отпора постаће Ел Аламеин, који Ромел није могао да заобиђе јер се северно од тог места налазило Средоземно море, а јужно пресушен залив са живим песком и блатом. Ромел ипак покреће своје трупе 31. августа, које су успешно напредовале преко минских поља све до 6. септембра. Први велики пораз доживео је управо код Ел Аламеин у бици вођеној од 23. октобра до 4. новембра. Четири дана касније, 8. новембра, у француској северној Африци, долази до инвазије америчких снага. Удружене америчке и енглеске снаге почеле су успешну офанзиву на Ромела, који је одолевао њиховим нападима пуних 6 месеци. Немачка и италијанска војска коначно су протеране из Африке 13. маја 1943. У пустињама Либије и Египта у другој половини 1942. и у првој половини 1943. године створен је по значају и броју ангажованих армија, други фронт. Напад на СССР одложен је за 22.6. 1941. Током 1942. главнина немачких снага, од преко 200 дивизија, налазила се на територији СССР. На северном делу Источног фронта, на линији Москва – Лењинград, Немци су од зиме 1941/42 прешли у одбрану, али су у јужном делу фронта надирали према Кавказу и Стаљинграду. Након 200 дана жестоких борби, Совјетске армије су 2. фебруара 1943. године у Стаљинградској бици у потпуности уништиле 6. немачку армију после чега долази до кључног преокрета у рату.
Пилоти након обуке прелазе у јединицама за подршку АДУ (Air Delivery Unit), које су у ваздушним конвојима прелетале авионе са запада Африке према Египту, Далеком истоку и СССР. У почетку, врше преобуку у пилотским школама и курсевима на британским ловцима Хокер Харикен. Ту су пилоти имали прилику да се сретну с ловачким авионима „спитфајер”. Пилот наредник Александар Ценић који је после кратког задржавања у АДУ прешао у 73. сквадрон, где је летео на Спитфајеру и тиме постао први српски и југословенски пилот у борбеним летовима на овом моћном ловачком авиону. Касније, почетком 1944. године, управо је пилот Ценић, након одисеје и бројних ваздушних борби од пустиња Северне Африке преко острва у Средоземном мору и јужне Италије, први учествовао у борбеним летовима у окупираној отаџбини. Појава ових авиона са карактеристичном грмљавином мотора изнад Југославије означиће скори долазак дугоочекиване слободе (Видео:Формација од 16 Спитфајера у лету и симулација напада обрушавањем). У својој отаџбини ће и погинути током борбеног задатака као командир 351 сквадрона РАФ-а, односно командир Друге ескадрила НОВЈ, на самом крају рата. Пилоти су након два-три летачка задатка у АДУ били распоређени у 71. оперативно-тренажну јединицу, где су увежбавали тактику и гађање на авиону којим ће летети на борбене задатке. У јулу 1943. године већа група пилота распоређена је у 123. сквадрон који је био смештен на полуострву Киренаика у Либији. Овај сквадрон је био опремљен са Харикенима и са по неким Спитфајером. Јединица је извршавала патролне задатке изнад Средоземља, а због заштите водених путева између Египта и јужне Италије.
Крајем лета 1943. у 94. сквадрону РАФ-а формиран је посебан „Б” флајт, попуњен само југословенским пилотима. Овај сквадрон се налазио у саставу 212. групе из база око Тобрука, у Либији, на задацима заштите бродова у овом делу Средоземља. Јединица је била опремљена искључиво застарелим дефанзивним ловачким авионима Хокер Харикенима МК II ц. У ваздушном нападу са Харикенима 11. новембра 1943. године на острво Крит, које су Немци претворили у тврђаву, у ниском лету на задатку митраљирања луке и војног аеродрома погинули су Радомир Д. Матејић, Игор Е. Беран и један Британац (Макета Харикен Мк II ц GO-N,KZ 144 пилота И. Берана). Коначно, почетком 1944. године, 94. сквадрон ће се опремити са Спитфајерима. У марту сквадрон је бројао шест Спитфајера МК IX и десет МК V ц. Након пријема нових авиона испланирана је операција „Цепелин”, ваздушни напад на Крит. Ловачки авиони Спитфајери МК IX из 94. сквадрона пружали су заштиту јужноафричким и британским бомбардерима током узастопних напада на луке и аеродроме, а немачки Месершмити Bf 109Г нису имали шансе да измаме и једну победу у сукобима са Спитфајерима. Уочи операције „Цепелин” пилоти капетан Живота Бошковић и поручник Ратомир Манојловић због својих способности изабрани су за посебан задатак. У 94. сквадрон су стигла два специјално прерађена Спитфајера МК IX како би досегли високолетеће извиђаче Јункерс ЈУ 86 који су достизали невероватне висине за то доба и са којих су имали преглед целог подручја Средоземља као на длану. На овим авионима је скинуто наоружање (осим два митраљеза), оклоп, радио, чак и боја и ознаке, како би достигли висину од 13.000 m, а пилоти Бошковић и Манојловић прошли су посебну обуку и испите (Видео:Формација Спитфајера у лету крстарећом брзином). После рата, Бошковић се из тмурне Европе вратио у величанствену и дивљу Африку, где је у Кенији изван цивилизације нашао свој заслужен мир чувајући сећање на своје пале ратне саборце, а ту је и основао малу чартер авио-компанију, која и данас постоји. (Видео:Лет изнад националног парка Цаво) Командир флајта поручник Душан Станић изнад Крита обара „МЕ 109Г”, 10. августа, а командир сквадрона Расел Фоскет (1917—1944) и поручник Манојловић по једног оштећују (Видео:Месершмит МЕ 109Г у лету). Ова победа била је 31. победа 94. сквадрона. У међувремену, формиран је 352. сквадрон 22. априла 1944. а потом и 351. 7. јула, који су стављени под команду прекаљених пилота капетана Милета Протића (1913—1944) и капетана Александра Ценића (1917—1945) (Види слику:острво Вис). Основни летачки и технички састав 352. сквадрона чинили су искусни пилоти и ваздухопловнотехничко особље југословенског флајта 94. сквадрона. Задатак ових јединица је била ватрена подршка снагама НОВЈ, као и офанзивни напади на непријатељска упоришта и моторизоване конвоје у операцијама за ослобођење отаџбине. Оба скавдрона налазила су се у саставу и под оперативном командом британских команди (281 Wing Balkan Air Force; RAF Station Vis, RAF Detchment Zemunik – Škabrnje) и на њиховим борбеним, техничком и позадинском обезбеђењу. Пилоти 1. ескадриле (352.) почели су да извршавају борбене задатке од 18. августа 1944. а Ценићеве ескадриле од 13. октобра: прва ескадрила извршила је 367 операција и 1210 борбених летова; а 2. ескадрила: 226 операција и 971 лет. Први губитак догодио се 31. августа, када је током борбеног задатка оборен од стране противавионске артиљерије пилот Александар Вуковић (1910—1944) који се налазио на челу шесторке Спитфајера, у операцији извиђања и бомбардовања комуникација у Северној Далмацији. Од дејства противавионске артиљерије код Омиша, 14. септембра, током борбеног лета погинуо је капетан-пилот Фрањо Клуз (1912—1944), који се налазио на чело одељена Спитфајера (Види:Макета Спитфајер Мк V ц 1. ескадриле НОВЈ). У 2. ескадрили први губитак се догодио 20. октобра током борбеног лета када је од дејства ПАА недалеко од места Слано погинуо потпоручник-пилот Станислав Воук (1911—1944) који се налазио на чело одељења Харикена (Макета Хокер Харикен Мк II ц 2. ескадриле). Од дејства ПАА код Рисна 9. новембра погинуо је заставник-пилот Јован Пешић (1923—1944) који је током борбеног лета био вођа другог пара Харикена. Тада су се преостали Харикени са задатка упутили према отвореном мору, у своју скривену базу, без најмлађег Пешића коме је то био први борбени лет (Видео:Харикен у бришућем лету). Претходно је Пешић био митраљезац у бомбардеру Б-24 42-73065, RCL #23.
Југословенски даташман прикључен 512. сквадрону 376. тешке бомбардерске групе 15. ваздушног корпуса извршавао је задатке у акцијама стратешке подршке савезничких снага у Средоземљу. Од новембра 1943. до августа 1944. четири посаде састављене од четрдесет чланова формирало је Даташман који је летео у регуларним и фреквентним борбеним мисијама нападајући виталне непријатељске инсталације, показујући велику храброст и вештине извршивши 88. успешних мисија. Током тог периода Даташман је изгубио три своја Б-24 авиона, жртвујући три од четири своје посаде, које су све изгубљене изнад непријатељских мета. Прва борбена мисија је изведена 8. новембра 1943. године код Атине где је главна мета био непријатељски аеродром. У следећој мисији, у нападу на железничко чвориште код Софије у Бугарској посада Б-24 (42-73137 #22) (капетана Драгише Станисављевића) је оборена 24. новембра 1943. године изнад Прилепа од стране групе ловачких авиона. Посада се успешно спасила скоком са падобранима након чега су били заробљени и одведени у логор. Посада Б-24 (42-73089 #21) је оборена 19. децембра 1943. године изнад Аугсбурга, у Немачкој. У акцији напада на фабрику авиона Месершмит код Аугсбурга, у драматичној ваздушној борби немачки ловци су оборили Б-24 Либератор (42-73089 #21) и том приликом настрадала је комплетна посада мајора Душана Милојевића. На 200. мисији сквадрона и 65. југословенског даташмана, у повратку са дејства по циљу у околини Беча дошло је да судара у ваздуху 22. августа 1944. Један оштећен Либератор са америчком посадом налетео на југословенски Либератор (42-73085 #20). Оба авиона су пала у рејон села Кијево, код Книна. Од југословенске десеточлане посаде капетана I класе Благоја Радосављевића спасао се само поручник Војин Стојковић који је био у репној турели. (Видео:Б-24 Либератор)
О подвигу и делу капетана Војислава Скакића на Либератору бр. 23 током једне мисије и данас се у америчкој војној литератури наводи као узоран пример храбрости и пожртвовања пилота. На повратку са мисије из Винер Нојштата, 24. маја 1944. године, Б-24 Либератор бр. 23 пилота Војислава Скакића био је тешко оштећен од противавионске артиљерије. Инжињер лета Богдан Мађаревић је настрадао, док су остали чланови посаде били рањени. Команде лета су биле оштећене што је приморало капетана Скакића да укључи аутопилот. Оштећен, више од 900 km летео је до своје базе у Сан Панкрацију, у јужној Италији. По доласку кружио је око аеродрома, размишљајући да ли може да слети са аутопилотом. Командир групе потпуковник Тед Граф наредио му је да искочи из авиона што је Скакић одбио јер је имао рањену посаду. Хидраулика је била већим делом исправна, па су чланови посаде некако успели ручно да спусте стајни трап. Искључујући и укључујући аутопилот авион је довео у линију саме писте. Пошто су точкови додирнули писту пилоти су стисли кочнице рулајући оштећен Либератор до стајанке на крају саме писте. Људство које је све ово посматрало са земље започело је са слављем.(Макета Б-24 42-73065, RCL #23 пилота Воје Скакића).
Средином априла 1944. шест југословенских четворочланих посада је упућено на аеродром Ређине у Италији. По три посаде су распоређене у 13. и 55. сквадрон 232. винга. Посаде су током маја месеца извршавала ноћна бомбардовања, авионима Балтимор Мк V.(Видео:Мартин Балтимор) Посада капетана Михајла М. Ђонлића полетела је на последњи задатак 7. јуна 1944. године, у авиону ознаке ГМ-З. Оборени су током задатака извиђања комуникација у централној Италији од стране немачких ноћних ловаца. Сељаци су у рану зору у близини места Акваспарта, пронашли капетана Ђонлића како виси на гуртнама падобрана тешко рањен. Мештани су га скинули и понели у немачку болницу пред којом је и умро. Друга четворочлана посада на Балтимору Мк V пилота Саве Д. Жаркова оборена је изнад Италије 26. јуна. Два члана посаде, Стеван С. Ковачевић и Херман Топликар, су погинули када је оборен Балтимор 1. октобра изнад Италије, док су преостала два члана се спасила искакањем падобраном, Радисав М. Несторовић и Владимир З. Поповић. Управо ови пилоти на бомбардерима су се истакли и у одбрани земље априла 1941. године.
Елитне совјетске ваздухопловне јединице биле су основ за формирање 11. ловачке под командом Арсенија Бољевића и 42. јуришне дивизије НОВЈ под командом Боже Лазаревића. Попуњене током 1944. и 1945. југословенским летачким и техничким кадровима, оне су дале велики допринос у завршним операцијама за ослобођење земље. Штабови 42 јуришне ваздухопловне дивизије и 11 ловачке ваздухопловне дивизије су формирани 29. децембра 1944. године. Команда и штаб 42 јуришне ваздухопловне дивизије почели су са активностима 5. јануара 1945. године у Новом Саду. Први командант ове дивизије био је пуковник-пилот Божо Лазаревић, а после његовог постављења за команданта Оперативног штаба Групе ваздухопловних дивизија, пуковник Јеврем Бјелица. 42 јуришној ваздухопловној дивизији непосредно су потчињени 421, 422. и 423 јуришни авијацијски пукови и пратеће ваздухопловно-техничке јединице. Дивизија је имала преко 1100 људи, од тога 253 летача, пилота и стрелаца, а у наоружању 125 авиона Ил-2, један од најбољих јуришника Другог светског рата. Команда и штаб 11 ловачке ваздухопловне дивизије почели су са активностима 7. јануара 1945. године у Руми. Први командант дивизије био је мајор-пилот ловац Арсеније Бољевић (Фоторепортажа из Словачке: Церемонија постхумног одликовања Арсенија Бољевића и Саве Пољанца (2014)). 11 ловачкој ваздухопловној дивизији били су непосредно потчињени 111, 112 и 113 ловачки авијацијски пук и пратеће ваздухопловно-техничке јединице. Дивизија је имала око 1000 људи, од тога 136 пилота-ловаца и били су наоружани авионима типа Јак-1 и Јак-3. На школовање у ваздухопловна училишта у Совјетском Савезу од средине 1944. године до јуна 1948. године било је упућено преко 2000 југословенских питомаца.

## Хладни рат

### РВ и ПВО
Одмах након Другог светског рата набављен је значајан број савремених ловачких авиона Јак-3, Јак-9 и Иљушин Ил-2 (Макета Ил-2 ЈРВ), а након Резолуције Информбироа и P-47 Тандерболт (Макета P-47 ЈРВ), као и бомбардер ДХ. 98 Москито. Занимљивост из послератног периода представља обнова пројекта на ИК-3 који ће се са одређеним изменама масовно производити под називом Икарус С-49, који је уједно био и најуспешнији домаћи ловачки авион у 20. веку. 1950-е карактерише појава млазне ловачке авијације, као и набавка значајног броја млазних ловачких авиона F-84 Тандерџет и F-86 сејбр (Макета Ф-84 Тандерџет ЈРВ), као и школског тандем млазног авиона Локид Т-33 Шутинг стар. Занимљивост на почетку ове декаде представља успешна израда прототипа првог домаћег млазног авиона и то пре набавке првих страних млазних авиона Ф-84 Тандерџет 9. јуна 1953. године. Први домаћи млазни авион под ознаком С-451М са два турбомлазна мотора Турбомека Палас 056 А направљен је у оквиру тајног војног програма Икарус-451 на основу пројекта конструкторске групе бр. 9 на челу са мајором Драгољубом Бешлином. Први успешан лет млазног авиона С-451М са стреластим крилима обављен је 25. октобра 1952. године. Међутим, суседне земље чланице Варшавског пакта опремиће се са совјетским млазним ловцем МиГ-15. Убрзо по пријему првих партија млазних авиона сејбр Ф-86Е, у уторак, 31. јула 1956. године, око 11,30 часова, командант 44. ваздухопловне дивизије пуковник (касније генерал) Никола Лекић достигавши авионом Ф-86Е висину од 15000 m започео је окомито обрушавање великом брзином након чега пробија звучни зид изнад батајничког аеродрома чиме је постао први домаћи пилот који је лето брже од звука. (Види слику:командант 44. ваздухопловне дивизије пуковник Никола Лекић испред млазног ловца сејбр Ф-86Е)
Прве летелице са вертикалним маневром уведене су у употребу 1954. године када је набављено 10 хеликоптера Сикорски S-51 Mk 1B. Ови хеликоптери су прво били распоређени у 5. хеликоптерску ескадрилу 119. транспортне групе (касније преименована у 27. ескадрилу) у Панчеву. Године 1957, ради испитивања је набављен један примерак хеликоптера Сикорски С-55 серије један са мотором PW-1340-57. Овај модел се касније на основу купљене лиценце почео да израђује у Мостару 1961. године када је испоручена прва серија хеликоптера У периоду од 1959. до 1961. спроведено је више организацијско-формацијских промена у Ратном ваздухопловству, коме је тада додата и противваздушна одбрана (отуда назив РВ и ПВО). У исто доба, 1960. године, врши се набавка хеликоптера Аугуст Бел 47Ј, а 1969. године из НР Пољске се купују и хеликоптери Ми-2. 1960. те године карактерише велика набавка надзвучних авиона друге генерације МиГ-21 (Макета МиГ-21 ЈРВ), као и масовна серијска производња првог домаћег школског млазног авиона Соко Н-60 Галеб Г-2 по пројекту конструкторског тима „ВТИ“ на челу са проф. др Златком Рендулићем (Макета Соко Галеб Г-2 и Ј-21 Јастреб 1/72). Од 1974. године противподморнички задаци се обављају хеликоптерима КА–25ПЛ који су осамдесетих година појачани и са хеликоптерима Ми–14 ПЛ и Ка–28 (Макета Ка-28 ЈРВ). На основу међудржавног развојног програма „ЈУРОМ“ израђен је авион са два мотора Ј-22 Орао јуришник, који је имао први пробни лет 31. октобра 1974. године (Макета Орао Ј-22). Десет година касније опитни пилот Марјан Јелен, 22. новембра 1984. године, полетео је на авиону војног ев. бр. 25101, попео се на висину од 12.000 m, а затим је прешао у понирање изнад Делиблатске пешчаре након чега је летео брже од звука чиме је ово постао први млазни авион домаће производње који је пробио звучну баријеру. Од 1978. године, усвојена је лиценцна производња лаког вишенаменског хеликоптера Газеле SA 341H, у фабрици авиона „Соко“. Исте године, полетео је први прототип Соко Н-62 Супер Галеб Г-4 школско-борбени млазњак домаће производње, који је развијен током седамдесетих година у „ВТИ“, на челу са дипл. инж. Љубомиром Груборовићем и дипл. инж. Миланом Милојевићем, како би се омогућила успешна прелазна обука и лакши прелаз пилота на модерне ловачке авионе. Године 1987, у погонима фабрике „Иво Лола Рибар“ извршена је техничка промоција најновијег програма – пројекта првог домаћег средњег хеликоптера ВНХ-90, који је планиран да буде израђен од композитних материјала. Исте године почиње опремање једне ескадриле са ловачким авионом нове генерације МиГ-29, а планирано је опремање још једне ескадриле овим ловцем која се неће реализовати због почетка сукоба у СФР Југославији 1991. године. У Југославији током Хладног рата као и уочи самог Другог светског рата долази до парадокса, где окосницу домаће авијације чине авиони и опрема две супротстављене силе у свету.

## НАТО агресија
Упоредо са победом НАТО пакта у Хладном рату долази и до разбијања и рата у Југославији. За разлику од 1941. године када је Југославија прво нападнута споља, бомбардовањем престонице, после чега је уследио међунационални сукоб, 1991. године долази до обрнутог редоследа, прво избија међунационални сукоб који ће касније завршити НАТО нападом на вољени град са четири стране света, севера и југа, истока и запада, 1999. године. Међутим, одабрани витезови полетеће високо изнад облака у сусрет моћној суперсили за рад одбране небеског царства, јер у срцима њиховим није било места за страх, а у небеском мегдану биће оборени и пасти на славно Косово и честиту Босну.
Ратно ваздухопловство Србије се поново формира 2006. године, распуштањем државне заједнице Србије и Црне Горе од делова РВ и ПВО Војске Србије и Црне Горе који су се налазили на територији Републике Србије. Почетком свог постојања, Ратно ваздухопловство и противваздушна одбрана Србије пролази кроз масиван процес реорганизације, упркос великим материјалним и финансијским потешкоћама. Према одређеним релевантним познаваоцима, ратно ваздухопловство бележи степен стагнације чак и на основним борбеним задацима у миру, у другој деценији 21. века.
(Видео снимак који приказује пример утренираности два велика ратна ваздухопловства у кризној ситуацији: британски ловац пресреће руски бомбардер)

## Документарни филм
- Век одважних – сто година српског војног ваздухопловства, документарни филм у продукцији Радио-телевизија Србије и Застава филма о историји војног ваздухопловства ауторке Слађане Зарић снимљен је 2012. године у режији Филипа Чоловића.[68]